# Збірна Фолклендських островів з футболу
Збірна Фолклендських островів з футболу — національна команда, яка представляє Фолклендські острови на міжнародних змаганнях з футболу.